# Santana do Livramento (ort)
Santana do Livramento är en ort i Brasilien.   Den ligger i kommunen Santana do Livramento och delstaten Rio Grande do Sul, i den södra delen av landet, 1 800 km söder om huvudstaden Brasília. Santana do Livramento ligger 213 meter över havet och antalet invånare är 89 694.
Terrängen runt Santana do Livramento är platt.
Trakten runt Santana do Livramento består i huvudsak av gräsmarker. Runt Santana do Livramento är det ganska tätbefolkat, med 104 invånare per kvadratkilometer.